# Charles Mbuya
Pour les articles homonymes, voir Charles.
Charles Mbuya Kadiobo, né à Kamina le 2 mars 1985, est un journaliste animateur, présentateur et commentateur sportif chez Canal+ International,,,,,.

## Biographie
Charles Mbuya Kadiobo est né en République démocratique du Congo dans le chef-lieu de la province du Haut-Lomami, sixième d'une famille de 9 enfants, il passe sa jeunesse dans la ville de Lubumbashi, chef-lieu du Haut-Katanga.  

### Éducation
Il fait ses études primaires à Lubumbashi entre 1990 et 2002 où il décroche son diplôme d’État en pédagogie générale. En 2007, il obtient son bac+5 en journalisme aux facultés des Lettres et sciences Humaines de l’université de Lubumbashi. Il obtient le master 2 en management des médias à l’école supérieure de journalisme de Lille et une maîtrise en Marketing-communication-culture de l'université de Lille en France,.

### Carrière professionnelle
Passionné de sport, il fait ses débuts en 2000 comme collaborateur sportif à la radio-Télévision nationale congolaise (RTNC) de Lubumbashi. En 2002, il est recruté chez Oasis radio et télévision, une chaine privée de Mosaïque radiotélévision à la radiotélévision Tam-tam d'Afrique,.      
En août 2006, il fait ses débuts chez Digital Congo comme correspondant sportif de la chaine à Lubumbashi et à travers les provinces, une année après il intègre la rédaction sportive de Digital  Congo à Kinshasa le 5 août 2007 et preste en qualité de correspondant dans quelques médias internationaux dont BBC et Canal+ Afrique.    
Il rejoint la rédaction de BBC News Afrique en 2014, il y travaille pendant trois ans comme plurimédia en langue française  et couvre notamment la CAN 2015, les Jeux Africains 2015, le CHAN 2016 et la CAN 2017,. 
En 2017, il rejoint Canal+ comme journaliste, présentateur et commentateur sportif et il contribue à la réalisation du magazine Talents d'Afrique dont il est présentateur, Il est dans l’équipe de rédaction de canal + qui couvre la Coupe du monde de football Russie 2018 . En 2021, il décrypte, commente et analyse la coupe d’Afrique 2021 pour le compte de canal+ télévision ,. Il est choisi aux états généraux de sport de la République démocratique du Congo aux commissions chargées à restructurer le football congolais.
Charle Mbuya intervient comme formateur en Afrique pour partager son expérience acquise tout au long de son parcours professionnel, dans le cadre des activités de Canal+University .En Juin 2019, il a préparé pendant une semaine la rédaction des sports de Télé Congo à Brazzaville à la couverture de la CAN Egypte 2019 ,. Il y est retourné en Juillet 2022 pour étendre sa formation à tous les journalistes sportifs du Congo .

#### Emissions animées
- Digitale congo  : Digital sport [15].
- Canal+             : Les Grandes Bouches [16],[17].

- Canal+             : Canal africa club [18].
- Canal+             : La Mi-temps en +[19].
- Canal+             : Droit dans les yeux[20] .
- Canal+             : Bain de foule [21].